# جولیا لوچنکو
جولیا لوچنکو (انگلیسی: Jūlija Levčenko؛ زادهٔ ۱۴ ژانویهٔ ۱۹۸۹) بازیکن فوتبال اهل لتونی است.
از باشگاه‌هایی که در آن بازی کرده‌است می‌توان به باشگاه فوتبال لیپایاس متالورگس اشاره کرد.
وی همچنین در تیم‌های ملی فوتبال Latvia women's national football team بازی کرده‌است.